# غلمدغ
غلمدغ أو جلمدج (بالإنجليزية: Galmudug)‏ هي ولاية فدرالية من إحدى الولايات جمهورية الصومال الفيدرالية وتقع في وسط الصومال ويحاذيه من الشمال إقليم أرض البنط ومن الغرب إثيوبيا ومن الجنوب باقي أراضي الصومال ومن الشرق المحيط الهندي، عاصمة هذا الإقليم هي مدينة طوس مريب ومساحة الإقليم 78,279 km2 كلم مربع واللغة الرسمية هناك هي اللغة الصومالية بالإضافة إلى اللغة العربية.
يتكون اسم جلمدج من منطقتي جلجدود و مدج، وهو مشتق من خلط أسماء المنطقتين. غلمدغ هي ولاية فدرالية من إحدى الولايات جمهورية الصومال الفيدرالية، على النحو المحدد في الدستور المؤقت للصومال.

## الموقع
غلمدغ هي المنطقة الأكثر مركزية في الصومال. تقع على بعد حوالي 750 كم من مقديشو وبوصاصو وهرر في إثيوبيا. يحد المنطقة من الشرق المحيط الهندي ، ومن الغرب إثيوبيا، ومن الشمال ولاية بونتلاند، ومن الجنوب ولاية هيرشبيلي.